# Jean-Baptiste Billot

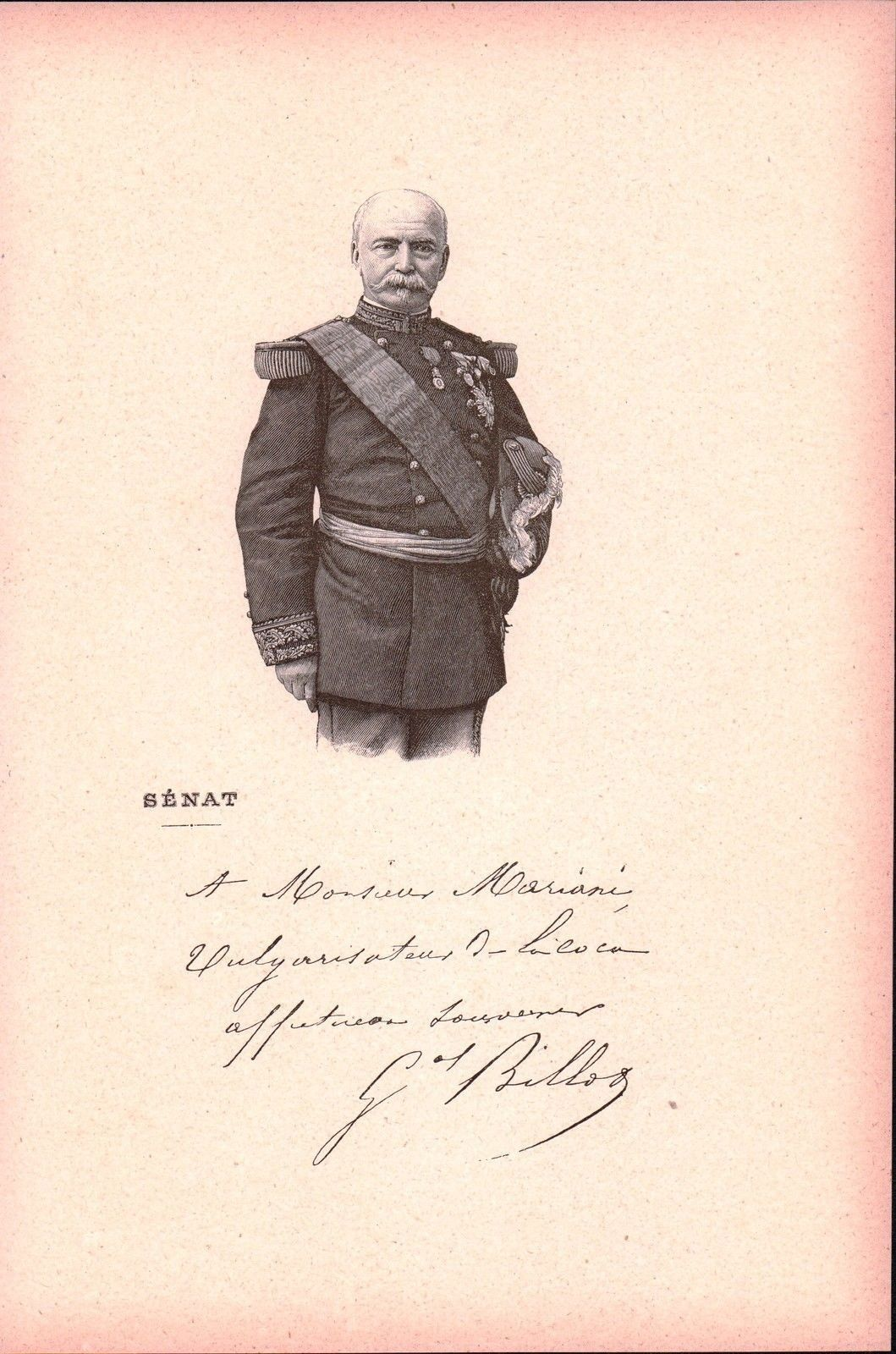
Jean-Baptiste Billot

Jean-Baptiste Billot (1828-1907) foi um general francês. Foi ministro da Guerra do governo Méline (1896-1898). Foi um antidreyfusard.